# Dragan Stojković
 (décembre 2015).
Si vous disposez d'ouvrages ou d'articles de référence ou si vous connaissez des sites web de qualité traitant du thème abordé ici, merci de compléter l'article en donnant les références utiles à sa vérifiabilité et en les liant à la section « Notes et références ».
Pour les articles homonymes, voir Stojković.
Dragan Stojković (en alphabet cyrillique serbe : Драган Стојковић ; en alphabet latin serbe : Dragan Stojković), né le 3 mars 1965 à Niš (Yougoslavie, actuelle Serbie), est un footballeur international yougoslave d'origine serbe évoluant au poste de milieu offensif. Il s'est reconverti comme entraîneur, successivement au Nagoya Grampus Eight (Japon) puis au Guangzhou R&F (Chine).
Sa carrière est entachée par des blessures récurrentes au genou, ainsi que par les problèmes politiques en ex-Yougoslavie qui l’empêchent notamment de participer à plusieurs grandes compétitions internationales.
Il est surnommé Piksi ou Pixy.

## Biographie

### En club
Milieu de terrain de 1,75 m pour un poids de 73 kg, Stojković commence sa carrière professionnelle au Radnički Niš, une équipe de première division Yougoslave, en 1981-1982, où il fait sa première apparition avec cette équipe. Les quatre saisons suivantes, Stojković dispute 70 matchs pour le Radnički Niš où il marque 8 buts. Il est transféré à l'Étoile rouge de Belgrade pour les cinq saisons suivantes où il joue 118 matchs et marque 54 buts en championnat.
Stojković est ensuite transféré à l'Olympique de Marseille pour 49 millions de francs, record de l'époque, où il se blesse dès le second match de championnat en août 1990 à Metz. À peine rétabli, il rentre en cours de match lors de la finale de la coupe des clubs champions le 29 mai 1991 et perd contre son ancien club, l'Étoile rouge de Belgrade (0-0, 5-3 aux t.a.b). Il est ensuite prêté une saison au club du Hellas Vérone avant de revenir une dernière saison à Marseille, mais il est une fois de plus gêné par des blessures.
Durant le printemps 1994, Stojković signe au Nagoya Grampus Eight, un club de J-League (D1 Japonaise), club entraîné par Arsène Wenger à partir de 1995. Il y joue sept saisons, disputant 184 matchs et marquant 57 buts. Il prend sa retraite de joueur en 2001.

### En équipe nationale
Stojković reçoit 84 sélections avec la Yougoslavie et marque 15 buts en faveur de cette équipe. Il participe à l'Euro 84 et à la Coupe du monde 1990 avec l'ancienne Yougoslavie et à la Coupe du monde 1998 et l'Euro 2000 avec la République fédérale de Yougoslavie (future Serbie-et-Monténégro).
Dragan Stojković est sélectionné pour la première fois le 10 février 1983 lors d'un match contre la Suède mais n'entre pas en jeu. Il est retenu pour participer à l'Euro 1984 en France, où la Yougoslavie effectue un parcours catastrophique, avec 0 points engrangés.
Son équipe revient 6 années plus tard en Coupe du monde en Italie. Elle finit deuxième de son groupe derrière l'Allemagne, mais est éliminée en quart de finale par le tenant du titre, l'Argentine aux tirs au but.
Une nouvelle équipe plus jeune arrive et se qualifie pour l'Euro 92, mais à la suite de la guerre qui débute en ex-Yougoslavie, la sélection est remplacée par le Danemark, qui remporte la compétition.
La République fédérale de Yougoslavie est absente de la Coupe du monde 1994 et de l'Euro 96. On retrouve Stojković lors de la Coupe du monde 1998 en France. L'équipe de Yougoslavie est éliminée en huitième de finale par les Pays-Bas (2-1).
L'Euro 2000 est la dernière grande compétition disputée par Stojković. La Yougoslavie se fait sortir au stade des quarts de finale par les Pays-Bas, sur un score de 6-1.

### Reconversion
Juste après s'être retiré de sa carrière de footballeur, il prend le poste de Président de l'association de football de Serbie. De 2005 à 2008, il est président de l'Étoile rouge de Belgrade (Crvena Zvezda).
En 2008, il commence une carrière d'entraîneur au Nagoya Grampus Eight, son ancien club japonais. En novembre 2010, à la suite d'une victoire 1-0 contre Shonan Bellmare, Nagoya remporte son premier titre de champion et Stojkoviċ, lui, son premier titre comme entraîneur.
Le 3 mars 2021, jour de ses 56 ans, Dragan Stojković est nommé sélectionneur de l'équipe nationale de Serbie.
Le 23 mai 2024, Stojković prolonge son contrat de sélectionneur de la Serbie jusqu'en 2026.

## Style de jeu
Piksi est considéré comme l'un des meilleurs joueurs serbes de l'histoire, l'un des meilleurs joueurs yougoslaves de l'histoire. Mais l'un des meilleurs meneurs de jeu de sa génération est aussi l'un des plus grands talents gâchés de l'histoire du football. Positionné comme meneur de jeu, mais pouvant jouer neuf et demie, second attaquant ou faux 10, il pouvait également évoluer en 6 ou en 8, dans un registre d'organisateur.
Ce numéro 10 avait tout pour lui, il avait une technique exceptionnelle qui lui permettait de faire à peu près tout ce qu'il souhaitait, ainsi qu'une vision du jeu hors normes. Il pouvait voir tout avant tout le monde, avec un très beau toucher de balle, comme le prouve son premier but contre l'Espagne lors de la Coupe du monde 1990. Piksi a marqué les esprits avec une qualité de passe incroyable, notamment dans le jeu long ou très rapide. Son jeu sans ballon était également impressionnant, ses choix de course s'avérant rarement mauvais. Et l'une de ses grandes qualités était le dribble et le contrôle du ballon. Le joueur pouvait éliminer n'importe qui avec une grande facilité, son contrôle du ballon était exceptionnel, même à grande vitesse. Ce n'est pas pour rien qu'il fut, durant sa carrière, surnommé le « Maradona balkanique », preuve de ses grandes qualités. Maradona lui-même dira à propos de lui : « Je me souviens de Dragan « Piksi » Stojković. Il était un joueur incroyable, il bougeait sur le terrain avec une telle aisance. Il était une vraie star. » 
Piksi était un finisseur redoutable, pouvant marquer de plus ou moins partout, avec le pied droit, le pied gauche, en force, en finesse, en dribblant le gardien. Il affectionnait les frappes de loin et les reprises de volée. Il avait également une très bonne puissance de frappe lui permettant de marquer des buts exceptionnels. C'était lui qui s'occupait en majorité des coups de pied arrêtés. Il était un habile tireur de coups francs qu'il exécutait avec beaucoup d'effet, en les enroulant. Il était également un habile tireur de pénalty. La plupart du temps, il les tirait avec force. Piksi refusa de tirer son pénalty en finale de Coupe d'Europe des Clubs Champions en 1991 pour, selon lui, ne pas trahir son ancien club. Il tirait également les corners avec une grosse précision. On lui doit quelques corners rentrant.
De nombreuses blessures nuisent toutefois à sa carrière.
Dans son pays, Piksi est une légende, une idole[réf. nécessaire], un joueur très apprécié pour sa gentillesse, et il est considéré comme l'un des meilleurs joueurs de l'histoire de l'Etoile rouge de Belgrade.
Jean Pierre Papin : « À l'époque, c'était avec Maradona, l'un des meilleurs numéros dix du monde. On a eu la chance de l'avoir à l'OM. »
Arsène Wenger : Le top 3 des joueurs que j'ai coaché : « George Weah, Glenn Hoddle and Dragan Stojkovic. »
Zvonimir Boban : « Piksi Stojkovic est un Dieu du football. »
Darko Pancev : « Il était l'un des joueurs les plus talentueux de son époque, il avait tout. »

## Carrière
- 1981-1986 : FK Radnički Niš  Yougoslavie
- 1986-1990 : Étoile rouge de Belgrade  Yougoslavie
- 1990-1991 : Olympique de Marseille  France
- 1991-1992 : Hellas Vérone  Italie
- 1992-1994 : Olympique de Marseille  France
- 1994-2001 : Nagoya Grampus Eight  Japon

## Statistiques en championnat
| Année     | Équipe                   | Championnat | Matchs | Buts |
| --------- | ------------------------ | ----------- | ------ | ---- |
| 1981-1982 | FK Radnički Niš          | Division 1  | 1      | 0    |
| 1982-1983 | FK Radnički Niš          | Division 1  | 17     | 1    |
| 1983-1984 | FK Radnički Niš          | Division 1  | 27     | 3    |
| 1984-1985 | FK Radnički Niš          | Division 1  | 0      | 0    |
| 1985-1986 | FK Radnički Niš          | Division 2  | 25     | 4    |
| 1986-1987 | Étoile Rouge de Belgrade | Division 1  | 32     | 17   |
| 1987-1988 | Étoile Rouge de Belgrade | Division 1  | 28     | 15   |
| 1988-1989 | Étoile Rouge de Belgrade | Division 1  | 27     | 12   |
| 1989-1990 | Étoile Rouge de Belgrade | Division 1  | 31     | 10   |
| 1990-1991 | Olympique de Marseille   | Division 1  | 11     | 0    |
| 1991-1992 | Hellas Vérone            | Serie A     | 19     | 1    |
| 1992-1993 | Olympique de Marseille   | Division 1  | -      | -    |
| 1993-1994 | Olympique de Marseille   | Division 1  | 18     | 5    |
| 1994      | Nagoya Grampus Eight     | J. League   | 14     | 3    |
| 1995      | Nagoya Grampus Eight     | J. League   | 40     | 15   |
| 1996      | Nagoya Grampus Eight     | J. League   | 19     | 11   |
| 1997      | Nagoya Grampus Eight     | J. League   | 18     | 2    |
| 1998      | Nagoya Grampus Eight     | J. League   | 28     | 7    |
| 1999      | Nagoya Grampus Eight     | J. League   | 24     | 11   |
| 2000      | Nagoya Grampus Eight     | J. League   | 26     | 5    |
| 2001      | Nagoya Grampus Eight     | J. League   | 15     | 3    |

## Palmarès

### Joueur

#### En club
- Champion de Yougoslavie en 1988 et en 1990 avec l'Étoile Rouge de Belgrade
- Champion de France en 1991 avec l'Olympique de Marseille
- Vainqueur de la Coupe de Yougoslavie en 1990 avec l'Étoile Rouge de Belgrade
- Vainqueur de la Coupe de l'Empereur en 1995 et 1999 avec Nagoya Grampus Eight
- Finaliste de la Coupe d'Europe des Clubs Champions en 1991 avec l'Olympique de Marseille
- Vice-champion de France en 1994 avec l'Olympique de Marseille
- Vice-champion du Japon en 1996 avec Nagoya Grampus Eight
- Finaliste de la Coupe de France en 1991 avec l'Olympique de Marseille
- Finaliste de la Supercoupe du Japon en 2000 avec Nagoya Grampus Eight

#### En sélection nationale
- Médaille de Bronze aux Jeux Olympiques en 1984

#### Distinctions individuelles
- Nommé Étoile de l'Étoile rouge en 1990
- Élu meilleur joueur de J-League en 1995 et en 1996
- Nommé dans la Dream Team des 110 ans de l'Olympique de Marseille en 2010

### Entraîneur
- Champion du Japon en 2010 avec Nagoya Grampus Eight
- Vainqueur de la Supercoupe du Japon en 2011 avec Nagoya Grampus Eight

#### Distinctions individuelles
- Entraîneur de l'année en J.League en 2010
- Sportif de l'année de Niš en 2010
- Entraîneur serbe de l'année en 2016